# Ulysse-Janvier Robillard
Pour les articles homonymes, voir Robillard.
Ulysse-Janvier Robillard (Sainte-Geneviève, 5 janvier 1824 - Montréal, 27 décembre 1900) fut un marchand de grains et homme politique fédéral du Québec.
Né à Sainte-Geneviève dans la région de Montréal au Bas-Canada, Ulysse Robillard commença sa carrière politique en devenant maire de la municipalité de Beauharnois de 1864 à 1866. Lors des élections de 1872, il délogea le député sortant de la circonscription fédérale de Beauharnois, Michael Cayley, et parvint ainsi à en devenir député conservateur indépendant. Réélu en 1874, il ne se représenta pas en 1878.  